# Teyl humphreysi
Espèce
Teyl humphreysi est une espèce d'araignées mygalomorphes de la famille des Anamidae.

## Distribution
Cette espèce est endémique du Goldfields-Esperance en Australie-Occidentale,. Elle se rencontre vers Woodline.

## Description
Le mâle holotype mesure 16,9 mm.

## Systématique et taxinomie
Cette espèce a été décrite par Rix, Wilson et Harvey en 2023.

## Étymologie
Cette espèce est nommée en l'honneur de William Frank Humphreys. 

## Publication originale
- Rix, Wilson & Harvey, 2023 : « A revision of the open-holed trapdoor spiders of the Teyl damsonoides-group (Mygalomorphae: Anamidae: Teylinae) from south-western Australia. » The Journal of Arachnology, vol. 51, no 3, p. 287-377.